# Ljungby distrikt, Halland
Ljungby distrikt är ett distrikt i Falkenbergs kommun och Hallands län. 
Distriktet ligger norr om Falkenberg. 

## Tidigare administrativ tillhörighet
Distriktet inrättades 2016 och utgörs av socknen Ljungby i Falkenbergs kommun.
Området motsvarar den omfattning Ljungby församling hade vid årsskiftet 1999/2000.